# Gulian C. Verplanck

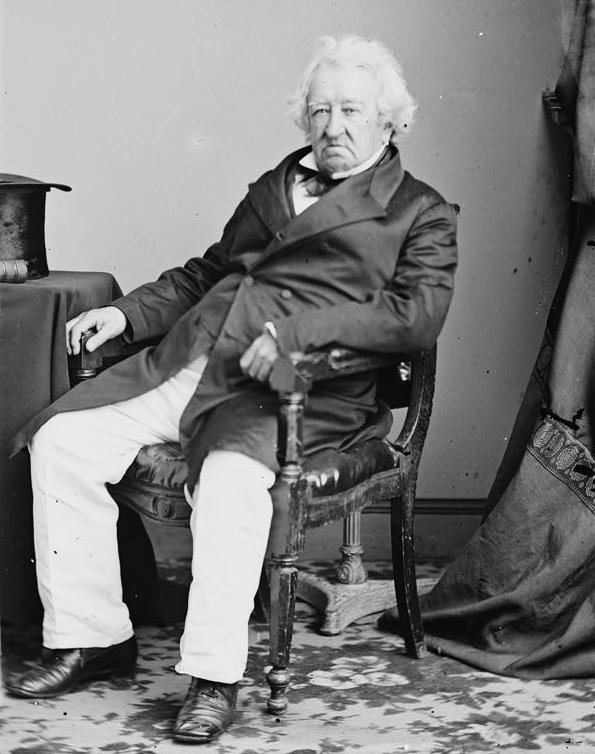
Gulian C. Verplanck

Gulian Crommelin Verplanck (* 6. August 1786 in New York City; † 18. März 1870 ebenda) war ein US-amerikanischer Politiker. Zwischen 1825 und 1833 vertrat er den Bundesstaat New York im US-Repräsentantenhaus.

## Werdegang
Gulian Verplanck war der Sohn des Kongressabgeordneten Daniel C. Verplanck (1762–1834). Im Jahr 1801 absolvierte er das Columbia College, die heutige Columbia University. Nach einem anschließenden Jurastudium und seiner 1807 erfolgten Zulassung als Rechtsanwalt begann er in diesem Beruf zu arbeiten. Gleichzeitig schlug er eine politische Laufbahn ein. Zwischen 1820 und 1823 war er Abgeordneter in der New York State Assembly. Von 1821 bis 1824 gehörte er der Fakultät des General Theological Seminary in New York City an. Zwischen 1823 und 1865 war er Leiter des städtischen Krankenhauses; von 1826 bis 1870 war er als Regent Vorstandsmitglied der University of the State of New York. Seit 1858 war er deren Vizekanzler.
In den 1820er Jahren schloss er sich der Bewegung um den späteren US-Präsidenten Andrew Jackson an und wurde Mitglied der von diesem 1828 gegründeten Demokratischen Partei. Bei den Kongresswahlen des Jahres 1824 wurde Verplanck im dritten Wahlbezirk von New York in das US-Repräsentantenhaus in Washington, D.C. gewählt, wo er am 4. März 1825 die Nachfolge von Peter Sharpe antrat. Dabei nahm er einen von drei Sitzen seines Distrikts ein; dies war damals eine Sonderregelung für den Staat New York. Nach drei Wiederwahlen konnte er bis zum 3. März 1833 vier Legislaturperioden im Kongress absolvieren. Seit 1831 war er Vorsitzender des Committee on Ways and Means. Seit dem Amtsantritt von Präsident Jackson im Jahr 1829 wurde innerhalb und außerhalb des Kongresses heftig über dessen Politik diskutiert. Dabei ging es um die umstrittene Durchsetzung des Indian Removal Act, den Konflikt mit dem Staat South Carolina, der in der Nullifikationskrise gipfelte, und die Bankenpolitik des Präsidenten. Über den Diskussionen um die Zerschlagung der Bundesbank durch Präsident Jackson kam es zum Bruch Verplancks mit diesem und der Demokratischen Partei, die er daraufhin verließ. Im Jahr 1832 wurde er folglich nicht mehr zur Wiederwahl nominiert.
In den 1830er Jahren schloss sich Verplanck der Whig Party an. 1834 kandidierte er erfolglos für das Amt des Bürgermeisters von New York. Zwischen 1838 und 1841 saß er im Senat von New York. Von 1846 und 1870 war er Vorsitzender der Einwanderungskommission seines Staates. In den Jahren 1867 und 1868 gehörte er einem Verfassungskonvent des Staates New York an. Politisch wechselte er in den 1850er Jahren wieder zu den Demokraten, denen er für den Rest seines Lebens angehörte. Gulian Verplanck starb am 18. März 1870 in New York City.
Ohne je selbst Künstler oder Architekt gewesen zu sein, gehörte auch Gulian Crommelin Verplanck ab 1830 (wie einige andere New Yorker Politiker) zu den frühen Ehrenmitgliedern (Honorary NA) der gerade erst gegründeten National Academy of Design.